# Gheorghi Eduardovici Berhman
Gheorghi Eduardovici Berhman (în rusă Георгий Эдуардович Берхман) (n. 3 aprilie 1854 – d. 2 februarie 1929) a fost unul dintre generalii Armatei Țariste Ruse din Primul Război Mondial.
A îndeplinit funcția de comandant al Corpului 40 Armată rus în campania acesteia din România, având gradul de general-locotenent.:p. 181